# زاواریس؛ سرزمین شناخت و شکوفایی

## Introduction to Communication Science
University of Amsterdam                               https://coursera.org/share/6f97ecf7bf2ca616968ac6de91cfaf27